# Thomisus scrupeus
Thomisus scrupeus es una especie de araña cangrejo del género Thomisus, familia Thomisidae. Fue descrita científicamente por Simon en 1886.

## Distribución
Esta especie se encuentra en África.